# 双街停车场
双街停车场位于天津市北辰区津武线，为天津地铁五号线的停车场。附近有北辰科技园北站。